# Бура
Бура (северњак, север; итал. bora) је врло јак ветар, који повремено дува посебно у хладније доба године у северном делу источне обале Јадранског мора, а и у неким другим крајевима на Земљи.
Врло је значајна природна појава, јер знатно утиче на живот људи, организама и развој вегетације. Бура долази с копна и дува, прелазећи било и обронке горског ланца, углавном смером према мору. Дува обично великом, каткада орканском снагом, нарочито тамо где се планине протежу близу морске обале.

## Настанак буре
Бура настаје тако, што се хладан ваздух из копненог залеђа руши низ стрме обронке планинског ланца и кроз уске приморске драге према мору, па струја ваздуха, таласајући се низ стрму косину, постиже уз неке услове врло велику брзину. Има изразиту вертикалну компоненту осцилације (одатле назив падајући ветар) те јаку немирну струју ваздуха или турбулентности. Ова особина се огледа посебно у томе, што главна струја ветра није једнолична, па тако бура дува на махове, при чему се слабији и јачи ударци рефули (итал. raffica, итал. диал. feolo) одмењују уз краће или дуже паузе, за којих ветар знатно ослаби.
Општи предуслови за настанак буре су да уз топографски значајну конфигурацију тла (релативно стрму теренску косину, која лежи на рубу пространијег планинског масива), морају везати два климатски различна, инкохерентна подручја (пространо хладно копнено залеђе и топло море).
Са метеоролошког гледишта треба да елементи, погодни за развој буре, конгруентно делују с развојем тла. Метеоролошки предуслови долазе до изражаја у значајној расподели температуре и температуре ваздуха. Велика и трајна топлотна разлика између хладног залеђа и топлог морског подручја подно теренске косине чини, да се дуже одржава велик барички градијент (велика разлика барометријског притиска на размерно малим удаљеностима). Разлика у атмосферском притиску, усмерен у правцу предела нижег притиска над морем, важан је предуслов за то, да се покрећу уздужне масе од залеђа према мору.
Описана подела метеоролошких елемената температуре и притиска наступа редовно у зимско доба, кад поларни хладни ваздух прекрива средњу Европу и ствара овде широко подручје високог притиска ваздуха (антициклон), док у јужној Европи владају истовремено више температуре и размерно нижи притисак.

## Трајање буре и брзине
Бура зна трајати и по више дана, почиње обично доста нагло, а јењава нешто лакше. Брзина струје ваздуха код удараца јаче буре врло је велика те често прелази 20 m/s. (72 km/h), што по Бофоровој скали за јачину ветра одговара степену 9, а каткад премашује 50 m/s (око 180 km/h). Поједини ударци буре често и знатно мењају своју јачину и смер, те се по смеру каткад знатно разликују од општег смера главне струје ветра. Значајно је код буре, да дневни ход јачине ветра има двоструку периоду: главни максимум и минимум јачине падају око 21х и 14х, споредни на 7х и 2х.
Рушећи се према мору бура својим ударцима покреће и диже морску воду стварајући врло немирно море и распршује га у врло ситне капљице, од којих се на мору ствара посебна, каткада непрозирна магла (фумареа); од које се на површини предмета и растиња ствара посолица (слана), тј. наслага морске соли, која знатно уништава вегетацију.
Бура је хладан и сув ветар па снижава температуру и влагу. Својство буре је што ветар због динамичког загревања ваздуха при његовом спуштању у нижу површину спречава кондензацију водене паре, а тиме и настајање облака и могућност падавина.

## Досег буре
Опсег и досег буре обично није велик, но под одређеним условима може уз месне разлике у јачини и смеру владати истовремено и на већем делу морске обале и у непосредном залеђу. Она дува најјаче на обали, у уским приморским драгама и прелазима на горском билу. У даљем горском залеђу ветар је истовремено знатно слабији те обично нема значајних особина буре; на мору, нешто удаљеније од обале, снага буре опада доста нагло, тако да на ту страну досеже до десетак морских миља. Каткада она захвата великом снагом и удаљенија острва приморја, а каткада дува само на једном делу обале, где су прилике за њен развој посебно повољне.

## Врсте буре
Разликују се две врсте буре: антициклонална и циклонална.
Код циклоналне буре је значајно, да се уз високи притисак у средњој Европи истовремено налази на Јадрану јача барометријска депресија, док код антициклоналне нема изразите депресије, али постоји пруга изразито вишег притиска над приморјем.

### Антициклонална бура
Код антициклоналне буре влада обично доста ведро време, само је врх горског била стално застрт са за ову врсту буре значајним стојним облаком (»брв«). 

### Циклонарна бура (шкура бура)
Код циклоналне буре општи је смер ветра више северни него североисточни или источни, небо је обично облачно (отуд назив шкура бура од итал. bora scura), а каткада прати ову буру и нешто кише или снега, а узрок је што се над струјом буре одржава много топлија струја влажног зрака (јужина, scirocco), која код уздизања кондензацијом водене паре даје велику облачност и падавине.

## Ветрови сличи бури
По спољним учинцима јача, а и по знатнијем снижавању температуре позната је:
- Кавкаска бура код Новоросијска на североисточној обали Црног мора, где бура долази кроз кланац Мархот и руши се према луци града. Значајно је, да је висинска разлика овде мања (400 m) него у јадранском приморју, па ипак бура достиже врло велику снагу.
- Бура која влада у Арктику на Новој Земљи има сличне услове и значај као и на осталим местима.
- Бури је по учинку и карактеру скроз сличан ветар мистрал, који се као хабитуелна појава јавља на француској и лигурској обали Средоземног мора.
- Бури су слични и ветрови, који зими с копна дувају у севернијем делу норвешке обале, као и ветрови на пацифичкој обали средње Америке (под именом Техуантепецер), који се руше с високих Кордиљера према мору.
- Слични ветрови дувају и на обали Персијског залива, залива Оман, на јужној обали Арабије, а местимично и у Антарктику и другде.

## Утицај буре
Утицај буре на крај, у коме влада, одражава се вишеструко.
По механичким учинцима буре може због разорне снаге бити врло штетна грађевинама и бродовима, знатно спречава и угрожава копнени и поморски саобраћај и уништава већи део вегетације, посебно дрвеће и шуме, код чега осим механичког утицаја долази још и деловање посолице. Голи крш јадранског приморја без сумње је више последица деловања буре него утицаја педолошког карактера или других климатских услова.
Са физиолошко-балнеолошког (терапеутског) гледишта утицај буре може бити специфично различан, али начелно се бура у том погледу може сматрати повољним чиниоцем, јер довођење чистог планинског ваздуха и његово снажно мешање с топлијим морским, уз неко снижење температуре освежуава организам, док истовремено сувост температуре поспешује транспирацију, а ударци ветра (ако нису прејаки) врше повољне физиолошке подражаје. Притом ће понешто утицати и садржај ситно распршене морске соли и јода у ваздуху, а вероватно у некој мери и његова јонизација. Само у случајевима, кад је бура врло хладна и прејака, постаје физиолошки неподношљива и опасна.
И у друштвеном погледу у животу човека утицај буре је очигледан; он се одразио на пример у начину градње кућа (ниски јаки кровови), у изградњи насеља (одабир заштићених места), у начину узгајања шумских и пољопривредних култура (избор отпорних врста и заштита), у посебно развијеном осећају помораца за упознавање промена времена и у њиховим отпорним способностима при отежаном бродарском саобраћају и рибарењу као и уопштено у типу човека и његовом темпераменту, начину живота и навиклости за борбу са несклоним природним елементом.

## Температура
За одржавање буре кроз дуже времена битан је моменат сталан прилив хладног (поларног) ваздуха у залеђу уз постојану температурну препреку између оба подручја. У погледу ове температурне разлике важно је истакнути, да је у зони границе опречних климатских типова и вертикално опадање температуре и уопштено узевши врло нагло, а посебно је тај пад температуре с висином велик, кад постоје предуслови за буру. Тај вертикални температурни градијент премашује тада износ тзв. адијабатичког градијента (1° C/100 m), а с тиме је у савезу, да тзв. потенцијална температура мора бити у горњем нивоу нижа него у доњем. То значи, да код буре хладни ваздух, силазећи у ниво упркос знатног динамичког загревања, ипак надолази размерно хладнији од ваздуха у нижем подручју. Ипак треба нагласити, да температура ваздуха надошлог с буром није редовно (по апсолутном износу) абнормално ниска. Физиолошки осећај хладноће долази делом од споменуте температурне разлике, а у великој мери и од наглога испаривања влаге на људској кожи (због сувоће ваздуха и његове снажне и брзе измене), а ово знатно снижава температуру коже.
Научно истраживање буре испитује податке о брзини и смеру струје ваздуха, о унутрашњој структури ветра и општим метеоролошким приликама, код којих она настаје. Подаци о брзини и смеру добијају се мерењем или регистрацијом на посебним направама (анемометрима или анемографима).

## Народна веровања
У народним веровањима, постоје разне [[легенда|легенде о Бури у лику младе девојке. Петар Зоранић у свом роману Планине записао је једну верзију легенде. Према тој народној причи, Бура је била млада и врло лепа, али и охола девојка, племенитог рода. Због своје напраситости и охолости, одбијала је редом све просце. Своју лепоту ипак је превише хвалила и дичила се њоме, и једном приликом изјавила је да је љепша и од самих бесмртних вила. Због такве охолости, Бог је ударио громом и бацио у пакао. Кад год нека жена згреши истим грехом, охолошћу, она горко уздахне сећајући се свог некада срећног живота. Од њених уздаха настаје снажан и хладан ветар, бура.
Према другој легенди, бура је девојка која се мучи и рањава по крововима и дрвећу кад неко опсује ветар. За освету, може ономе ко је опсовао ветар запалити кућу искром из димњака. Због тога, према народним обичајима, бура се никад не сме псовати.

## Изреке
- Народна изрека из Далмације за јачину буре: „На Динари се родила, у Макарској крстила а у Сењ удала.”
- На сјеверном Јадрану кажу: „Бура се рађа у Сењу, царује у Ријеци, а пирује у Трсту.”